# Unbefleckte Empfängnis (Egen)

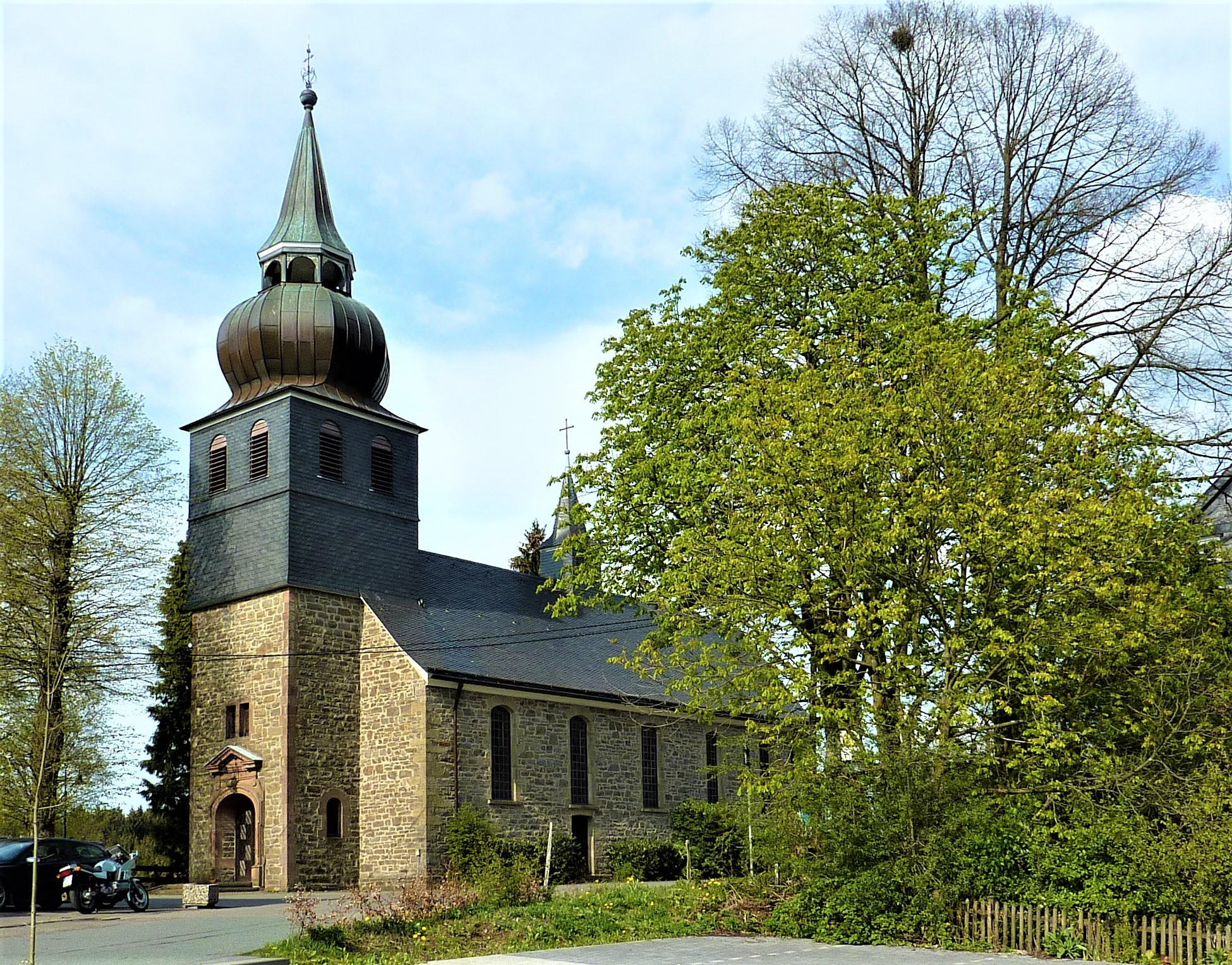
Katholische Kirche Unbefleckte Empfängnis in Egen

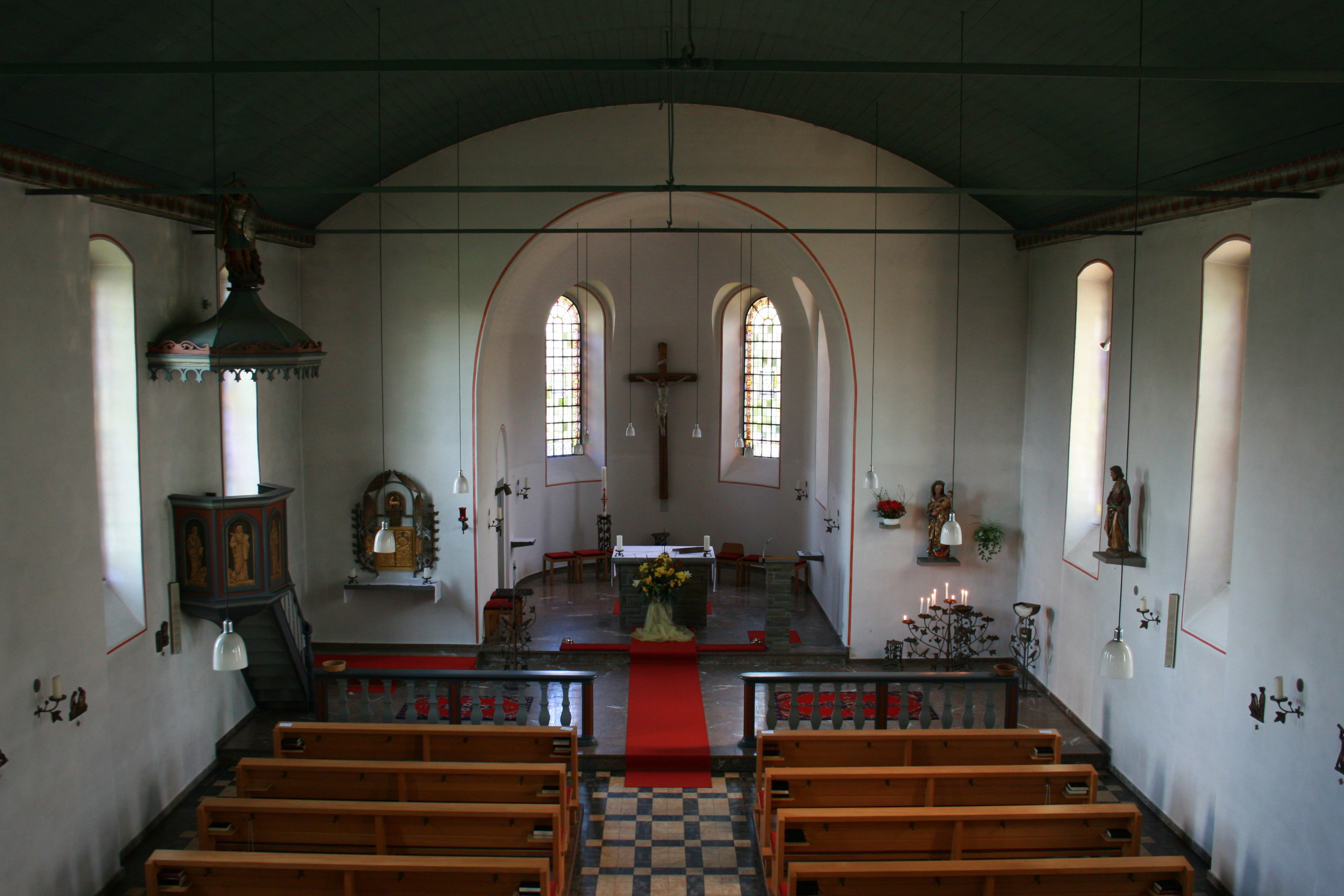
Innenraum

Die römisch-katholische Kirche Unbefleckte Empfängnis ist ein denkmalgeschütztes Kirchengebäude in Egen, einem Kirchdorf in Wipperfürth im Oberbergischen Kreis (Nordrhein-Westfalen). Sie gehört zur Pfarrei St. Nikolaus Wipperfürth im Erzbistum Köln.

## Geschichte und Architektur
Die rechteckige, nach Osten gerichtete Saalkirche wurde 1850 auf Betreiben katholischer Bürger aus Egen errichtet.
Das Gebäude ist 21,30 m lang und 11,00 m breit. Die Wände sind aus Bruchstein gemauert. Der Chorraum mit runder Apsis in der Größe 6,50 m × 6,35 m wurde 1911 im Osten angefügt. Gleichzeitig wurden ein kleiner Sakristeiraum sowie der vorgesetzte Westturm mit einer Grundfläche von 5 m × 5 m gebaut. Der Turm hat eine Höhe von 29,3 m, der Turmhelm besteht aus einer achteckigen Zwiebel, einer Laterne und der Spitze. Im Turm sind insgesamt vier Glocken installiert. Die Sakristei wurde 1972 nach Norden erweitert und im Rahmen einer Renovierung wurde ein neuer Zelebrationsaltar aufgestellt. Die Ausstattung der Kirche ist kunsthistorisch und fotografisch dokumentiert (Archiv St. Nikolaus, Wipperfürth/Historisches Archiv des Erzbistums Köln).